# Корона (футболіст)
Мігель Анхель Гарсія Перес-Рольдан (ісп. Miguel Ángel García Pérez-Roldán; нар. 12 лютого 1981, Талавера-де-ла-Рейна), відомий як Корона (ісп. Corona) — іспанський футболіст, що грав на позиції півзахисника, насамперед за «Альмерію».

## Ігрова кар'єра
У дорослому футболі дебютував 2000 року виступами за команду «Реал Сарагоса», де протягом чотирьох сезонів взяв участь у 58 матчах чемпіонату. Сезон 2004/05 відіграв в оренді у друголіговому «Полідепортіво», а протягом першої половини 2006 був орендований іншим представником Сегунди «Альбасете».
У серпні 2006 року перейшов до також друголігової «Альмерії», допомігши у першому ж сезоні команді пробитися до Ла-Ліги. Був ключовим півзахисником команди, яка за наступне десятирічч встигла вибуту до Сегунди, повернутися до Прімери та знову втратити місце в ній.
Протягом 2015—2016 років захищав кольори австралійського «Брисбен Роар», після чого повернувся до «Альмерії» аби провести у її складі ще один, заключний сезон. Завершивши ігрову кар'єру, залишився у клубі, обійнявши посаду директора з футболу.

## Титули і досягнення
- Чемпіон Європи (U-16): 1997